# Abu Kanu
Abu Kanu (né le 31 mars 1972 à Magburaka au Sierra Leone) est un joueur de football international sierra-léonais, qui évoluait au poste d'attaquant.

## Biographie

### Carrière en sélection
Avec l'équipe de Sierra Leone, il joue 15 matchs (pour 8 buts inscrits) entre 1990 et 1997[réf. nécessaire]. 
Il figure dans le groupe des sélectionnés lors des Coupes d'Afrique des nations de 1994 et de 1996.
Il joue également 7 matchs comptant pour les tours préliminaires de la coupe du monde, lors des éditions 1998, 2002 et 2006.

## Palmarès
| East End Lions - Championnat de Sierra Leone (1) : - Champion : 1993 et 1995. |  | Penang FA - Coupe de la Fédération de Malaisie : - Finaliste : 1997. |